# Біляєве
Біля́єве — село в Україні, у Врадіївській селищній громаді Первомайського району Миколаївської області. Населення становить 52 особи.

## Населення
Згідно з переписом УРСР 1989 року чисельність наявного населення села становила 57 осіб, з яких 20 чоловіків та 37 жінок.
За переписом населення України 2001 року в селі мешкали 52 особи.

### Мова
Розподіл населення за рідною мовою за даними перепису 2001 року:
| Мова       | Відсоток |
| ---------- | -------- |
| українська | 98,08 %  |
| російська  | 1,92 %   |